# Bredgårdsmannen
Bredgårdsmannen är ett skelettfynd av en människa som hittades av grävmaskinisten Per-Åke Jansson i juni 1994 på Bredgårdens marker i Marbäck söder om Ulricehamn.
Bland jordmassorna fann han skelettet av en människa. Fyndplatsen, en mossmark, grävdes ut och skelettet frilades. Efter analys visade det sig att benen var cirka 9 500 år gamla.
Bredgårdsmannen är bland de absolut äldsta skelettfynden i Skandinavien. Av fyndet utmärker sig kraniet som mycket välbevarat.
Mannens livstid dateras till den äldre stenålder eller jägar- och samlarstenålder. Just jägare tror arkeologerna att han var, av skelettet att döma var han ovanligt reslig och muskulös.
Med hjälp av en avgjutning av mannens kranium har ansiktsrekonstruktören Oscar Nilsson byggt upp Bredgårdsmannens ansikte, något han blev färdig med 2023. 
Den 11 maj 2024 visades rekonstruktionen upp för allmänheten för första gången på Ekehagens forntidsby i Åsarp. 
Benen finns idag på Statens Historiska Museum i Stockholm. 